# Козлово (Сокольский район, Вологодская область)
Козлово — деревня в Сокольском районе Вологодской области России. Входит в состав Двиницкого сельского поселения, с точки зрения административно-территориального деления — в Двиницкий сельсовет.

## География
Стоит возле реки Двиница.

### Географическое положение
Расстояние по автодороге до районного центра Сокола — 40 км, до центра муниципального образования Чекшина — 2 км. Ближайшие населённые пункты — Кобылкино, Шадрино, Вязовое.

## Население
| 2010 |
| ---- |
| 5    |

По переписи 2002 года население — 10 человек.

## Инфраструктура
Личное подсобное хозяйство.

## Транспорт
Деревня доступна автотранспортом.